# Сол Басс
Сол Басс (англ. Saul Bass; 8 травня 1920 — 25 березня 1996) — графічний дизайнер та режисер, відомий перед усім створенням титульних кадрів для фільмів, афіш, постерів та логотипів. У 1969 році нагороджений премією Оскар за фільм Why Man Creates.

## Біографія
Сол Басс почав голлівудську кар'єру в 1954 році з дизайну постера для стрічки «Кармен Джонс» і згодом працював з Альфредом Хічкоком, Отто Премінгером, Біллі Вайлдером, Стенлі Кубриком і Мартіном Скорсезе. Серед його найбільш відомих робіт — вступна заставка у фільмі «Запаморочення», а також титри до стрічок «Людина із золотою рукою», «На північ через північний захід» і «Психо».

## Фільми
- Людина із золотою рукою (1955)
- Сверблячка сьомого року (1955)
- Навколо світу за 80 днів (1955)
- Why Man Creates (1968)
- Notes on the Popular Arts (1977)
- The Solar Film (1980)
- Казино (1995)